# Exerodonta
Az Exerodonta  a kétéltűek (Amphibia) osztályába és  a békák (Anura) rendjébe a levelibéka-félék (Hylidae) családjába és a Hylinae alcsaládba tartozó nem. A nemet 2005-ben a Hylidae család felülvizsgálatakor újból életre keltették, amikor a Hyla nem tizenegy faját ide helyezték át. A nem fajai Mexikó déli-középső részének endemikus élőlényei.

## Rendszerezés
A nembe az alábbi 11 faj tartozik:
- Exerodonta abdivita (Campbell & Duellman, 2000)
- Exerodonta bivocata (Duellman & Hoyt, 1961)
- Exerodonta catracha (Porras & Wilson, 1987)
- Exerodonta chimalapa (Mendelson & Campbell, 1994)
- Exerodonta melanomma (Taylor, 1940)
- Exerodonta perkinsi (Campbell & Brodie, 1992)
- Exerodonta smaragdina (Taylor, 1940)
- Exerodonta sumichrasti (Brocchi, 1879)
- Exerodonta xera (Mendelson & Campbell, 1994)